# North Street (Kent)
North Street est un hameau situé à deux miles (3,2 km) au sud de Faversham dans le Kent. Le hameau est situé sur la route A251 immédiatement traversée au Sud par l'autoroute M2.